# Csallóköznádasd
Csallóköznádasd (szlovákul Trstená na Ostrove) község Szlovákiában, a Nagyszombati kerületben, a Dunaszerdahelyi járásban.

## Fekvése
Dunaszerdahelytől 12 km-re délnyugatra a Duna bal partján fekszik.

## Története
1250-ben említik először.
Vályi András szerint "NÁDASD. Magyar falu Posony Várm. földes Urai több Uraságok, lakosai katolikusok, fekszik Nagy Bodakhoz Fel. Bákához 1/2 órányira, és annak filiája, határja tiszta rozsot terem, legelője elég, réttye kevés, erdeje nints, Somorján van piatzozása."
Fényes Elek szerint "Nádasd, magyar falu, Poson vmegyében, Fel-Bárhoz 1/2 órányira: 844 kath., 11 zsidó lak. Termékeny szántófölddel, s jó marhatartással. F. u. számos nemesek. Ut. p. Somorja."
A trianoni békeszerződésig Pozsony vármegye Dunaszerdahelyi járásához tartozott.

## Népessége
| Év:            | 1994. | 2004.   | 2014. | 2024.   |
| -------------- | ----- | ------- | ----- | ------- |
| Emberek száma: | 532   | 564     | 564   | 600     |
| Eltérés:       |       | +6,01 % | +0 %  | +6,38 % |

| Év:            | 2023. | 2024.   |
| -------------- | ----- | ------- |
| Emberek száma: | 597   | 600     |
| Eltérés:       |       | +0,50 % |

1880-ban 555 lakosából 538 magyar és 1 szlovák anyanyelvű volt.
1890-ben 483 lakosa mind magyar anyanyelvű volt.
1900-ban 505 lakosa mind magyar anyanyelvű volt.
1910-ben 507 lakosából 506 magyar anyanyelvű volt.
1921-ben 440 lakosából 437 magyar volt.
1930-ban 462 lakosából 441 magyar és 7 csehszlovák volt.
1941-ben 501 lakosából 497 magyar volt.
1991-ben 506 lakosából 472 magyar és 32 szlovák volt.
2001-ben 532 lakosából 496 magyar és 34 szlovák volt.
2011-ben 547 lakosából 473 magyar és 72 szlovák volt.
2021-ben 578 lakosából 478 (+10) magyar, 92 (+8) szlovák, 1 (+1) egyéb és 7 ismeretlen nemzetiségű volt.

## Neves személyek
- Itt született 1936. június 19-én Vaskovics László Árpád magyar származású német szociológus, a Magyar Tudományos Akadémia külső tagja.
- Itt szolgált Viktorin József Károly (1822-1874) plébános, szlovák író, nyelvész, történész, irodalomszervező, könyvkiadó.